# 弹道导弹

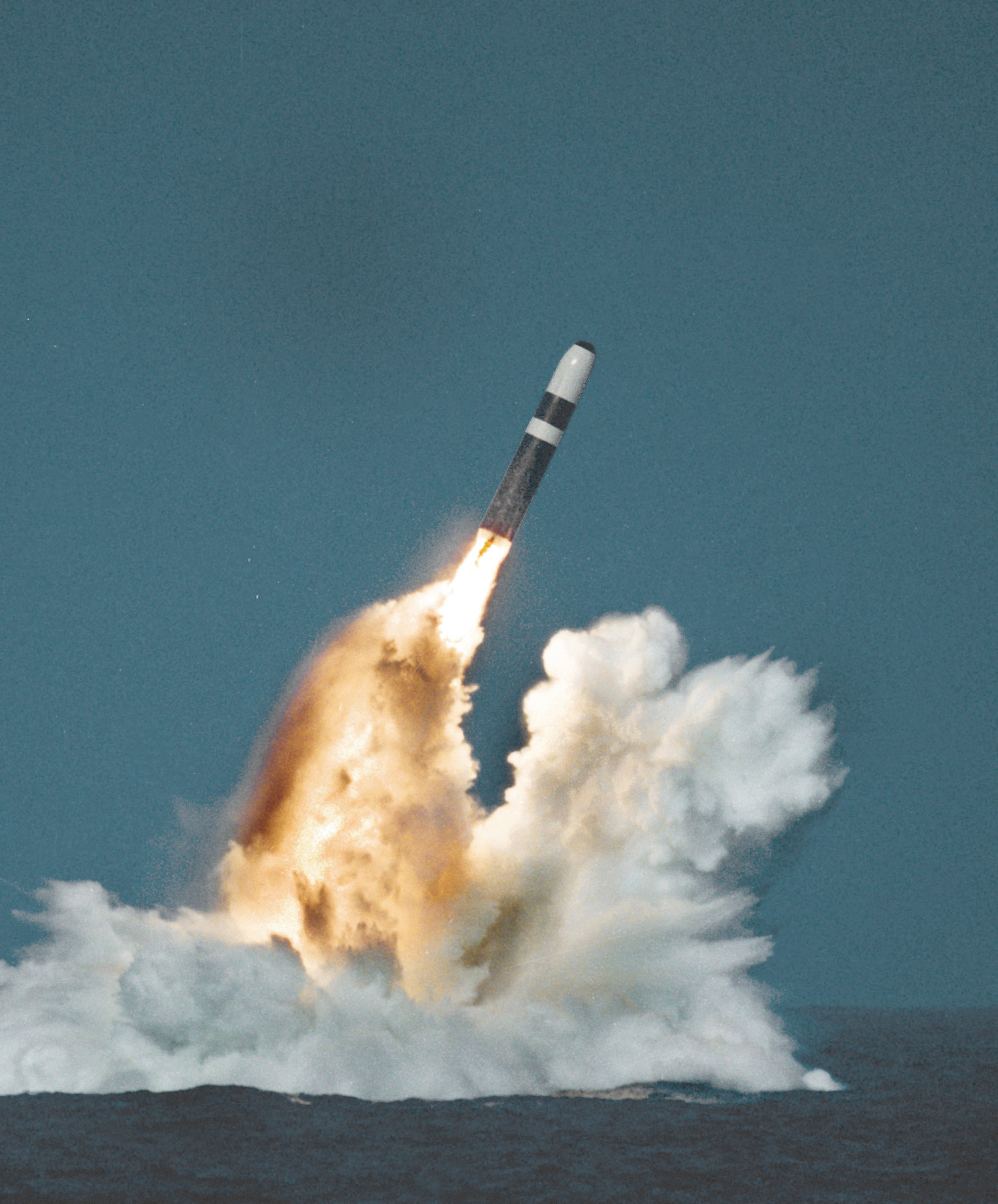
三叉戟二型潛射弹道导弹

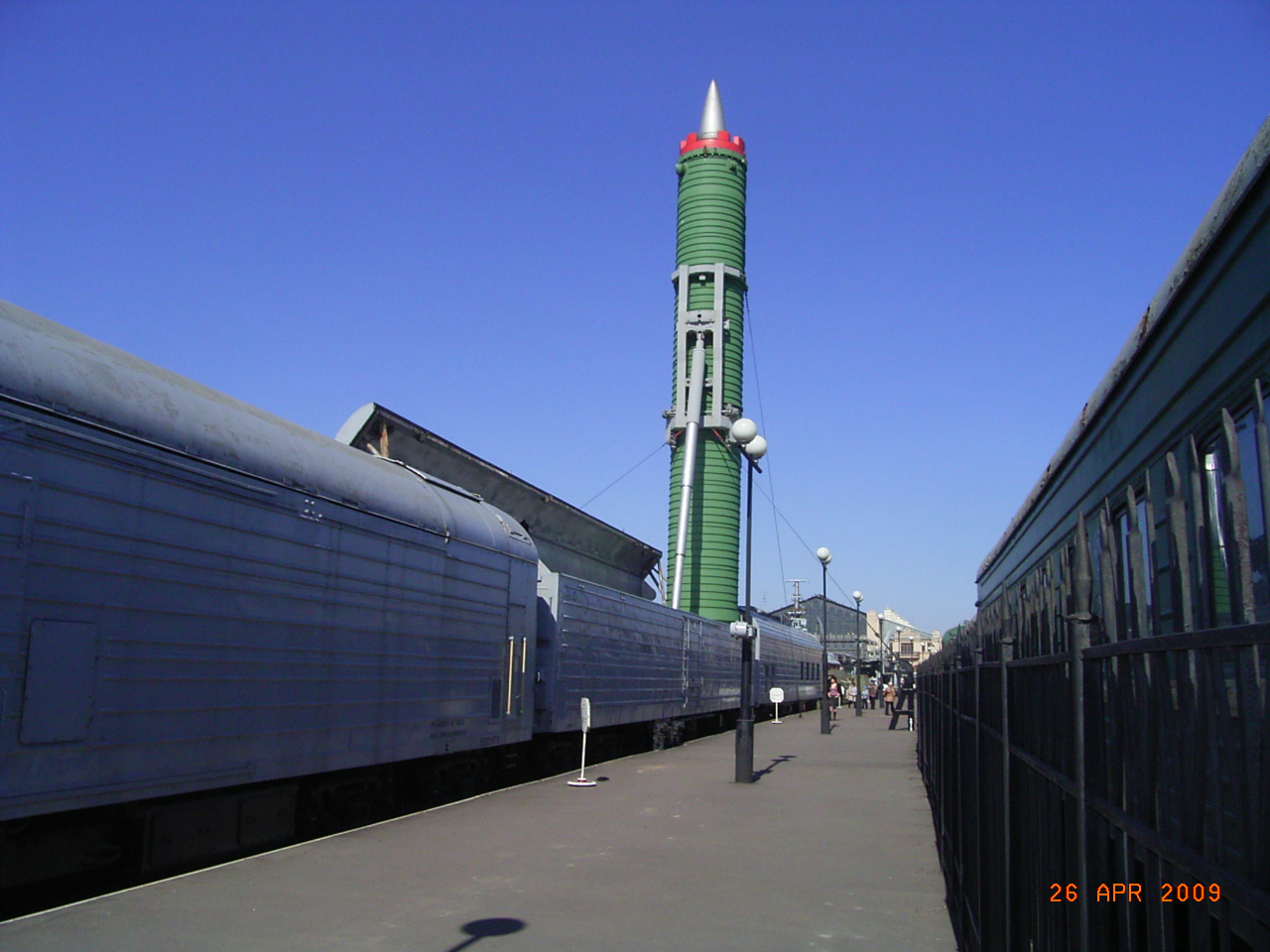
俄羅斯用裝甲列車機動發射的SS-24洲際彈道导弹

彈道导弹（英語：ballistic missile）是一种导弹，通常无翼，在烧完燃料后只能保持预定的航向，不可改变，其后的航向由弹道学法则支配，因此可以利用反導系統予以擊落。为了覆盖广大的距离，弹道导弹必须發射到高空，进入高层大气或太空，而后进行亞軌道飛行。

## 結構特性
与弹道导弹相对的概念是巡航导弹，后者可以控制自身的飞行轨道。
中远程弹道导弹通常被用于投掷核弹头，因为其可携带的有效载荷很难保证用常规武器来有效摧毁目标，而弹头落入大气层时产生的高热量往往也会使生化武器失效。
许多先进的弹道导弹由多级火箭推进，其轨道也能在一定范围内进行调整。
弹道导弹的射程和用途有很大区别，一般来说，弹道导弹根据射程的不同进行分类。
美国的分类方式：

弹道导弹进攻示意图

- 洲际弹道导弹（ICBM）: 射程在5500公里以上
- 远程弹道导弹（IRBM）: 射程在3000至5500公里之间
- 中程弹道导弹（MRBM）: 射程在1000至3000公里之间
- 短程弹道导弹（SRBM）: 射程在1000公里以下。

另外還有以發射模式和作戰用途區分的潜射弹道导弹（SLBM，多屬洲际弹道导弹）和戰區彈道飛彈（TBM，多屬中短程弹道导弹）。

## 歷史
- 世界上第一种弹道导弹是纳粹德国研制的V2火箭，它也是第一种投入实际使用的弹道导弹。在二战末期，德国曾用V-2攻击英国的城市。
- 1962年爆發了古巴导彈危機，卡斯楚企圖提供蘇聯飛彈基地以攻擊美國，但蘇聯的飛彈運輸船和護航艦隊被美軍偵察機發現，蘇聯艦隊一度與前來迎擊的美軍艦隊在古巴海域對峙；最後蘇聯運輸船長為防觸發全面核戰，不惜抗命將飛彈運輸船調頭，同時美蘇領導人透過美蘇熱線，化解了古巴导弹危機。
- 在古巴飛彈危機發生的同時，美軍也在西德和土耳其部署了彈道飛彈對準了東歐、高加索等地的蘇聯據點，企圖與蘇聯相互威脅。
- 1969年中蘇之間發生珍寶島戰役，之後中蘇雙方曾將大量的彈道飛彈擺到邊界上相互威脅。
- 1980年代發生了兩伊戰爭，伊朗和伊拉克雙方都使用了彈道飛彈，企圖攻擊各自的首都德黑蘭和巴格達；而兩伊戰爭為世界上首次使用配備生化彈頭的彈道飛彈的一場戰爭，伊拉克方面在飛毛腿飛彈上配備了沙林毒氣造成伊朗軍隊慘重傷亡。
- 1991年的波斯灣戰爭，伊拉克廣泛使用了飛毛腿飛彈，企圖攻擊以色列、沙烏地阿拉伯等伊拉克周邊的美國盟邦和前線據點，而美軍、沙軍和以軍則以愛國者飛彈迎擊。
- 1996年的台海飛彈危機，解放軍在福建沿海演習，同時對台灣基隆和高雄外海發射東風-15導彈，美國遂派遣第七艦隊從日本南下介入兩岸緊張局勢，企圖緩和兩岸領導人江澤民和李登輝間的對立態勢。此後，解放軍的各型彈道飛彈數量遽增，並在21世紀初擁有千餘枚飛彈，當作對台灣「以武促統」的籌碼。
- 2000年代的朝核問題，北韓不顧國際制裁逕自開發彈道飛彈並實施地下核爆；而北韓在2012年為了慶祝金日成百歲冥誕「太陽節」，試射了由「大浦洞」和「蘆洞」彈道飛彈為設計基礎的火箭卻發射失敗。在此同時，南韓的因應之道亦以自製彈道飛彈與北韓抗衡，以勝利女神飛彈為基礎開發了玄武系列飛彈。
- 北韓方面在2012年底正式宣布成功發射長程火箭，並載運衛星光明星3號升空。
- 2000年代印巴雙方不約而同地發展了核子武器和彈道飛彈，其中印度的烈火-5洲際彈道飛彈射程達五千公里，理論上具有攻擊中國全境的能力，但政治意義的成分居多。
- 2010年代伊朗和以色列的意識形態衝突加劇，雙方宣稱要「相互保證毀滅」；而以色列的耶利哥飛彈（英语：Jericho (missile)）和伊朗的流星3型飛彈都有攻擊對方領土的能力，加劇了中東緊張情勢。
- 2024年1月16日，伊朗使用11枚征服者-110飛彈（英语：Fateh-110）打击伊拉克库尔德斯坦省的埃尔比勒，擊杀了库尔德“猎鹰”集团的老板、石油大亨亿万富翁比什罗·迪扎伊及其妻子。迪扎伊在推翻薩達姆·海珊的同时就发家，控制了包括石油，在建工程，房地产等行业，以及美军安全订单，他的安保公司有大量退役美军人员，也是向以色列出口伊拉克石油的关键人物，与“摩萨德”和美军关系密切。伊朗又用4枚海拜尔中程弹道导弹（英语：Kheibar Shekan）打击叙利亚北部伊德利卜的叙利亚反对派。“海拜尔”导弹飛行距離約1230公里，成為目前为止人类历史上最远的弹道导弹实战记录。

## 指揮權
大部分國家的陸上彈道飛彈都歸由陸軍管轄，而潛射彈道飛彈則由海軍管轄，部分國家有建立使用彈道飛彈的專門軍種。
美軍的彈道飛彈是由美國空軍和北美防空司令部（NORAD）管轄，俄軍的彈道飛彈是由戰略火箭軍管轄，而中國的彈道飛彈則是由火箭军管轄。有部分配備核生化武器的彈道飛彈，核生化彈道飛彈的發射指令是由國家元首、政府首腦（如英國首相、伊朗最高領袖）或中央軍委（如中國、北韓、古巴）下令授權。

## 典型的弹道导弹
美国
- 紅石导彈(已退役)
- 義勇兵洲際彈道飛彈
- 和平卫士洲际彈道导弹（已退役）
- 北极星潜射弹道导弹（已退役）
- UGM-73海神导弹（已退役）
- 三叉戟飛彈
- MGM-134侏儒洲際彈道飛彈(未部署)
- MGM-140 陸軍戰術導彈系統

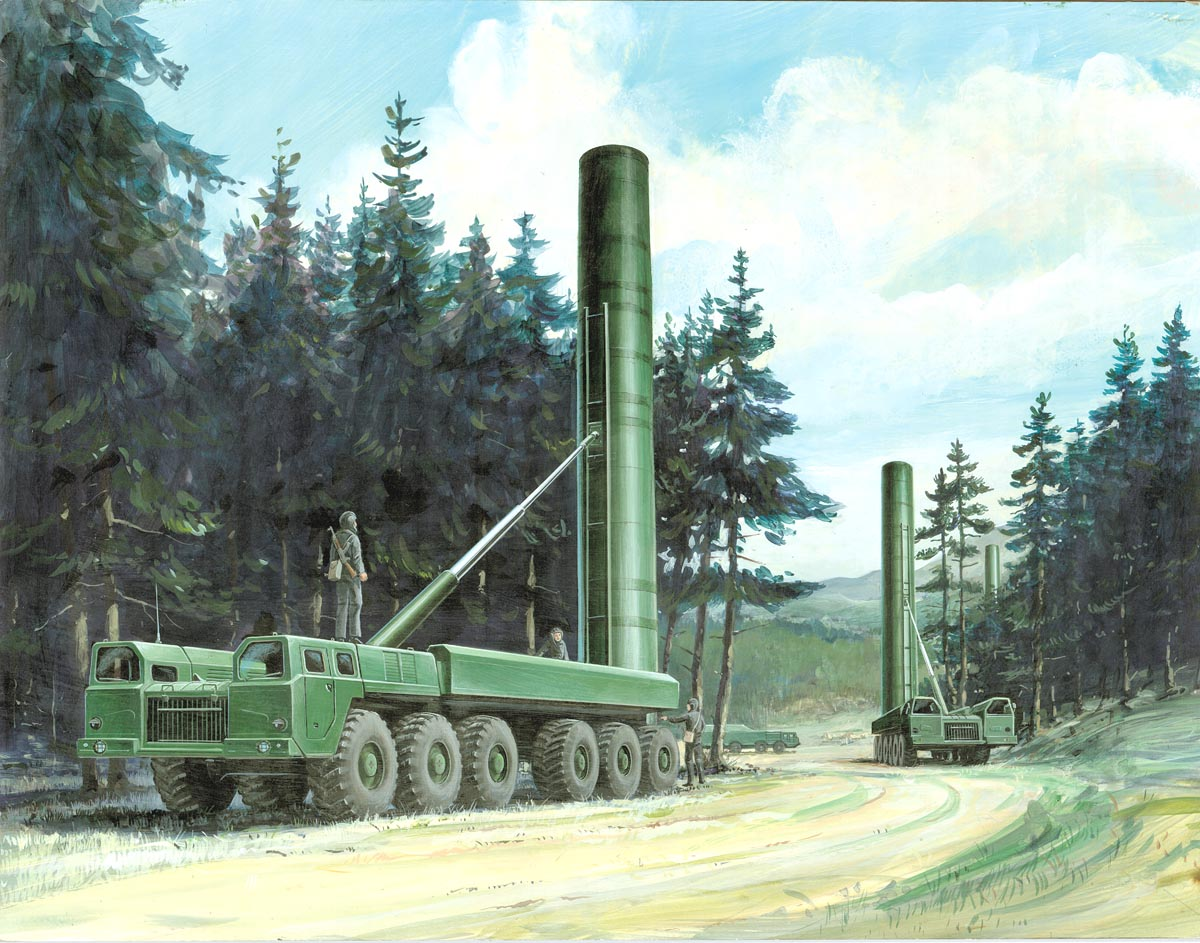
蘇聯 SS-20 車載版

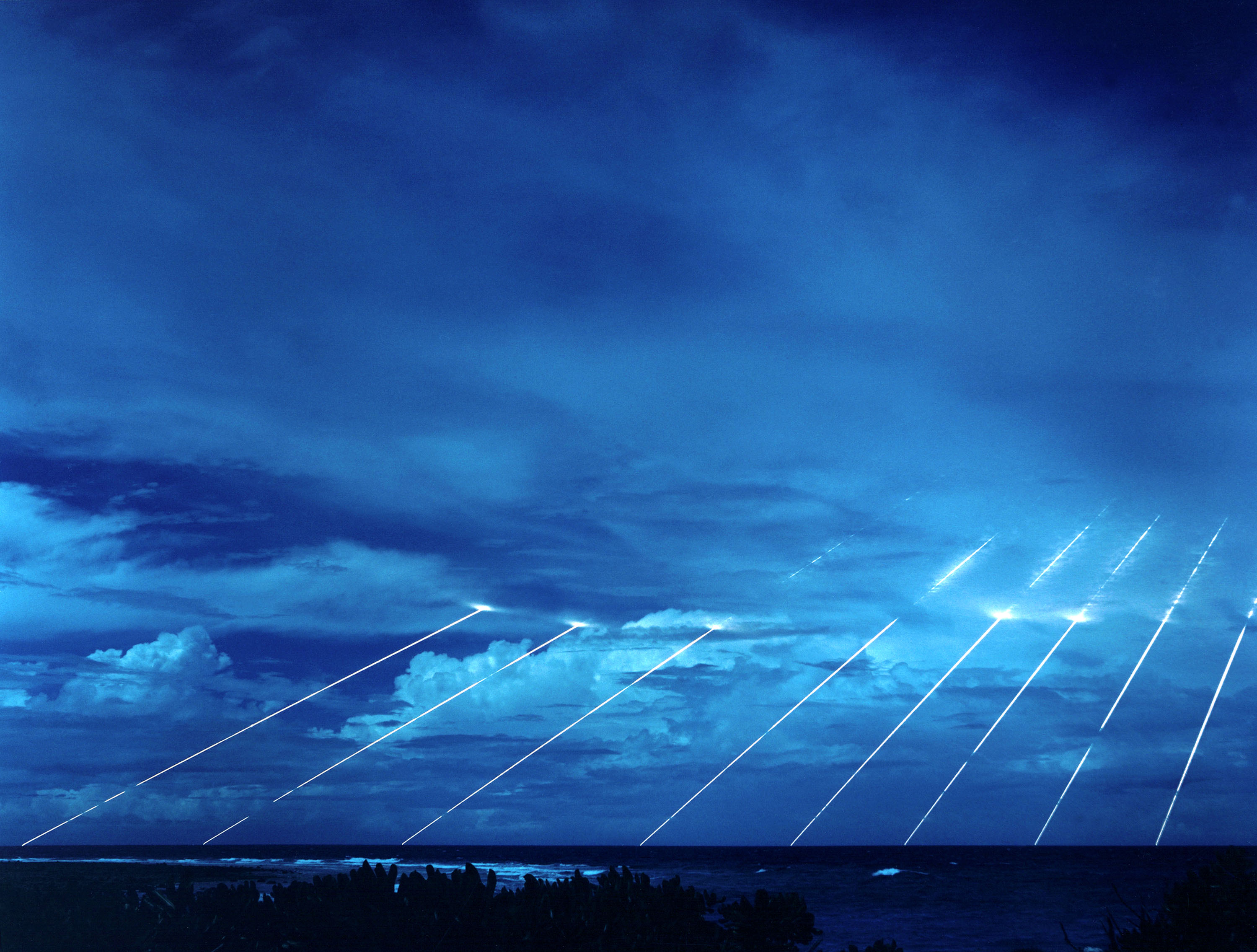
美國和平衛士(MX)洲際彈道飛彈的多目標重返大氣層載具重返大氣層時的景象(遠拍)

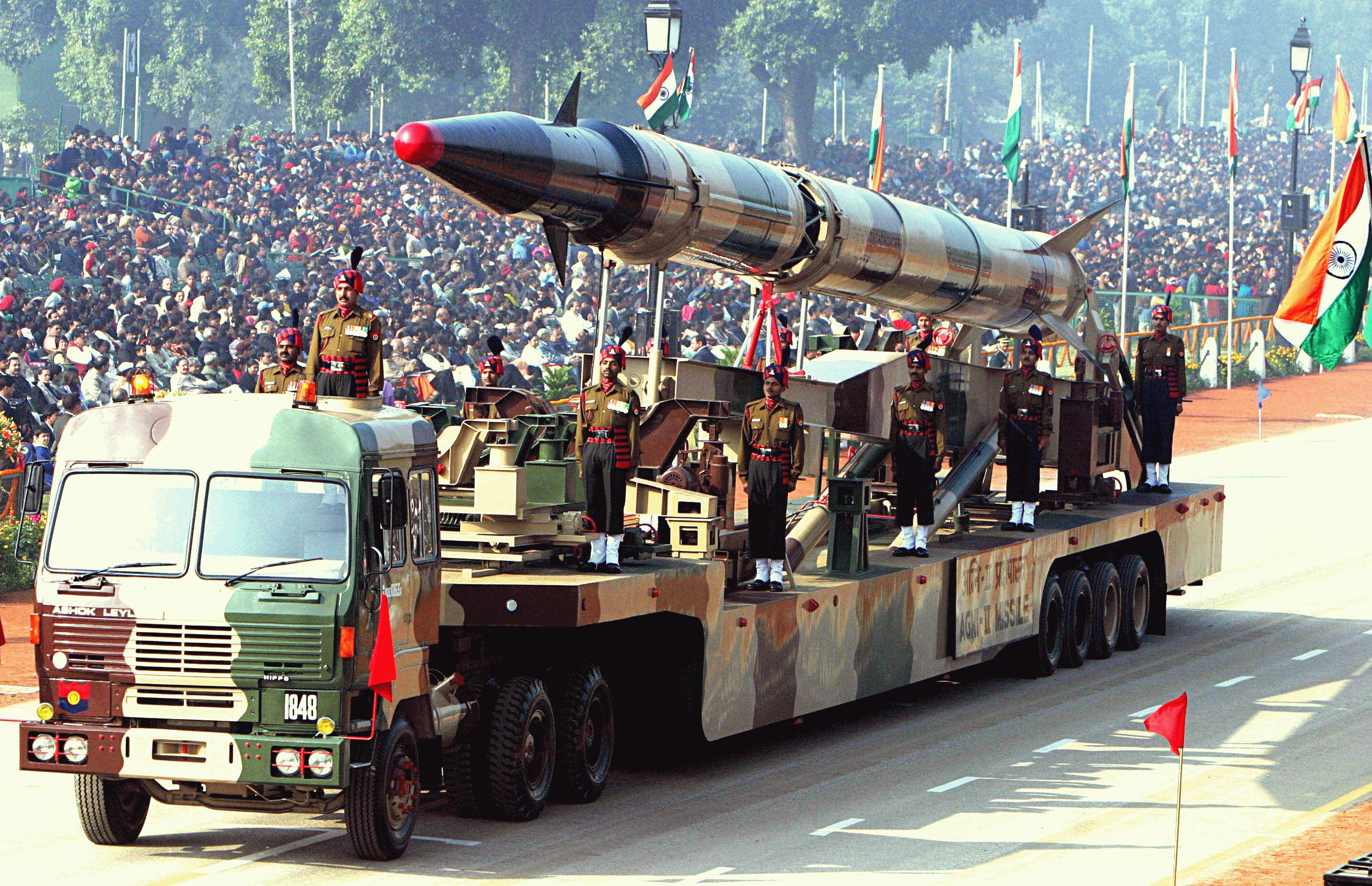
烈火-1彈道飛彈

※美國方面在簽署了《削減戰略武器條約》後，依照條約廢止了陸上中短程彈道导彈和巡航导彈的運用。
 苏联／ 俄羅斯
- R-11/R-300 Elbrus （美國代號SS-1，北約代號Scud，即飞毛腿导弹）
- R-36M (SS-18，Satan)
- RT-23 Molodets (SS-24，Scalpel，已退役)
- 白杨(SS-25)
- RT-2UTTH 白杨-M (SS-27)
- RS24亞爾斯洲際彈道飛彈 (SS-27-2)
- 9K720伊斯坎德爾导彈

 中华人民共和国
- 東風-1短程彈道飛彈（已退役）
- 東風-2中程彈道飛彈（已退役）
- 东风-3遠程弹道导弹（已退役）
- 东风-4遠程弹道导弹（已退役）
- 东风-5型洲際弹道导弹
- 東風-15短程彈道飛彈
- 東風-16中程彈道飛彈
- 東風-17高超音速彈道飛彈
- 東風-21中程彈道飛彈
- 東風-26中程彈道飛彈
- 东风-27高超音速弹道导弹
- 東風-31洲際彈道導彈
- 东风-41型洲際弹道导弹
- 鹰击-21反舰导弹
- 巨浪1型潜射弹道导弹
- 巨浪2型潜射弹道导弹
- 巨浪-3型潜射弹道导弹

 法國
- 哈迪斯式战术导弹（已退役）
- M45潜射弹道导弹
- M51潜射弹道导弹

 印度
- 大地式地对地导弹
- 烈火-3弹道导弹
- 烈火-4彈道飛彈
- 烈火-5彈道飛彈

 中華民國
- 青鋒飛彈
- 天馬飛彈
- 天戟短程彈道飛彈

 巴基斯坦
- 高里式地对地导弹

- 劳动-1

 以色列
- 杰里科式地对地导弹

 伊朗
- 流星3型导弹
- 泥石导弹[1]

- 玄武一型彈道导彈
- 玄武二型彈道导彈

具有发射弹道导弹能力的潜艇称为弹道导弹潜艇。因其发射的导弹主要是战略弹道导弹，故也常称此类潜艇为战略潜艇。

## 主要涉及弹道导弹的国际条约
- 《第一阶段削减战略武器条约》（START-1）
- 《第二阶段削减战略武器条约》（START-2）
- 《反弹道导弹条约》
- 《苏联和美国清除两国中程和中短程导弹条约》（《中导条约》，已失效）

## 延伸閲讀
- Futter, Andrew. . Routledge. 2013. ISBN 978-0415817325.
- Neufeld, Jacob. . Office of Air Force History, U.S. Air Force. 1990. ISBN 0912799625.
- Swaine, Michael D.; Swanger, Rachel M.; Kawakami, Takashi. . Rand. 2001. ISBN 0833030205.